# 4-Stunden-Rennen von Dubai 2025, 2. Rennen

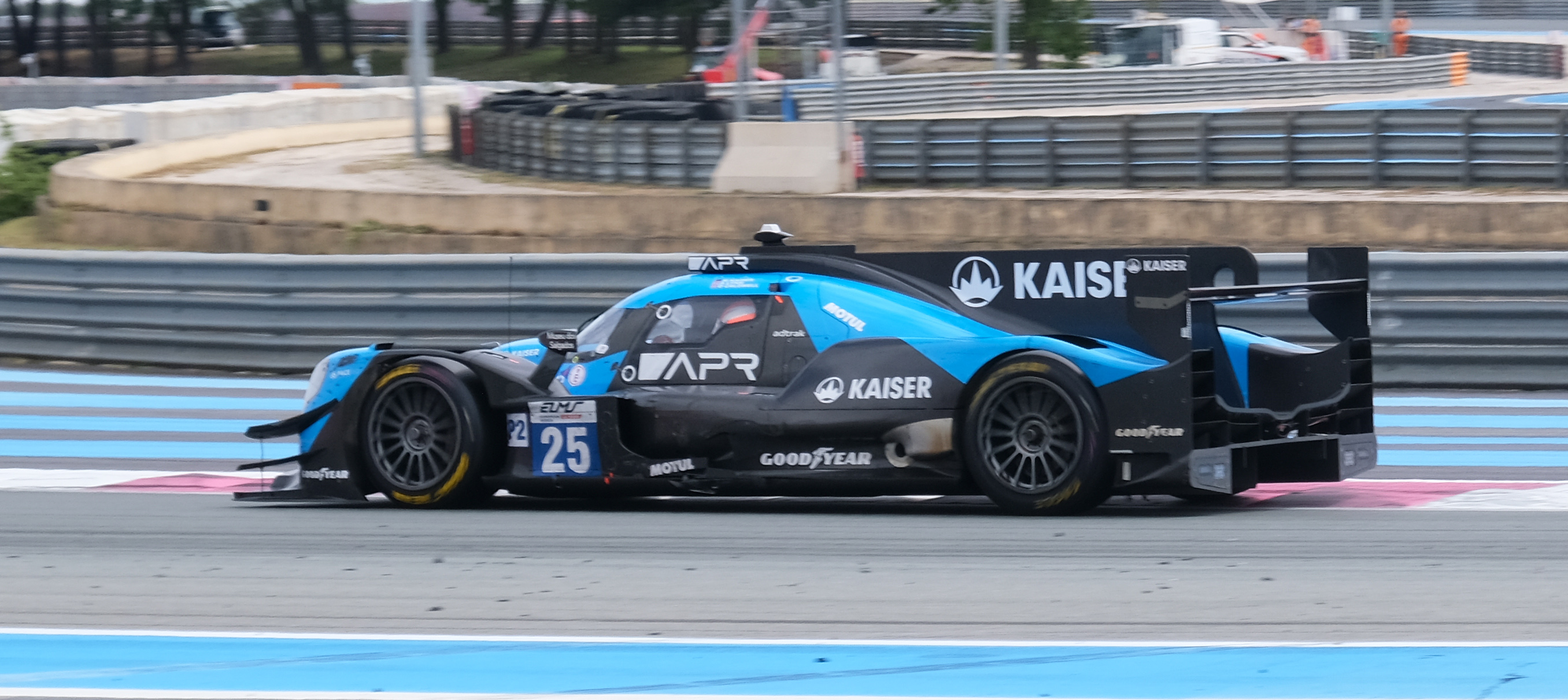
Der siegreiche Algarve-Pro-Racing-Oreca 07, hier beim 4-Stunden-Rennen von Le Castellet 2024

Das zweite 4-Stunden-Rennen von Dubai 2025, auch Asian Le Mans Series, 4 hours of Dubai 2025, fand am 9. Februar auf dem Dubai Autodrome statt und war der vierte Wertungslauf der Asian Le Mans Series der Saison 2025.

## Das Rennen
Einen Tag nach dem ersten 4-Stunden-Rennen von Dubai fand auf dem Autodrome die zweite Veranstaltung statt. Diesmal siegten Kriton Lendoudis, Olli Caldwell und Alex Quinn im Oreca 07 vor ihren Marken- und Typenkollegen Fred Poordad, Tristan Vautier und James Allen. 

## Ergebnisse

### Schlussklassement
| 1           | LMP2 | 20 | Algarve Pro Racing        | Kriton Lendoudis Olli Caldwell Alex Quinn                           | Oreca 07                     | 100 |
| 2           | LMP2 | 30 | RD Limited                | Fred Poordad Tristan Vautier James Allen                            | Oreca 07                     | 110 |
| 3           | LMP2 | 83 | AF Corse                  | François Perrodo Matthieu Vaxivière Alessio Rovera                  | Oreca 07                     | 110 |
| 4           | LMP2 | 22 | Proton Competition        | Giorgio Roda Vladislav Lomko Tom Dillmann                           | Oreca 07                     | 110 |
| 5           | LMP2 | 25 | Algarve Pro Racing        | Michael Jensen Malthe Jakobsen Valerio Rinicella                    | Oreca 07                     | 110 |
| 6           | LMP2 | 50 | AF Corse                  | Jeremy Clarke Patrick Byrne Olivier Pla                             | Oreca 07                     | 110 |
| 7           | LMP2 | 24 | Nielsen Racing            | Naveen Rao Matthew Bell Nicky Catsburg                              | Oreca 07                     | 110 |
| 8           | LMP2 | 91 | Pure Racing               | Aljaksandar Malychin Harry King Julien Andlauer                     | Oreca 07                     | 110 |
| 9           | LMP2 | 3  | DKR Engineering           | Georgios Kolovos Laurents Hörr Job van Uitert                       | Oreca 07                     | 108 |
| 10          | LMP3 | 15 | RLR M Sport               | Nick Adcock Ian Aguilera Chris Short                                | Ligier JS P320               | 106 |
| 11          | LMP3 | 26 | Bretton Racing            | Jens Møller Griffin Peebles Theodor Jensen                          | Ligier JS P320               | 106 |
| 12          | LMP3 | 49 | High Class Racing         | Mark Patterson Anders Fjordbach Thomas Kiefer                       | Ligier JS P320               | 106 |
| 13          | LMP3 | 7  | Graff Racing              | Danial Frost James Winslow Alexander Bukhantsov                     | Ligier JS P320               | 106 |
| 14          | LMP3 | 34 | Inter Europol Competition | Tim Creswick Daniel Ali Douwe Dedecker                              | Ligier JS P320               | 106 |
| 15          | LMP3 | 43 | Inter Europol Competition | Steve Brooks Kévin Rabin Mikkel Kristensen                          | Ligier JS P320               | 105 |
| 16          | GT   | 99 | Herberth Motorsport       | Ralf Bohn Alfred Renauer Robert Renauer                             | Porsche 911 GT3 R (992)      | 104 |
| 17          | GT   | 81 | Winward Racing            | Luca Stolz Gabriele Piana ---- Rinat Salikhov                       | Mercedes-AMG GT3 EVO         | 104 |
| 18          | GT   | 89 | EBM                       | Jamie Day Mattia Drudi Gabriel Rindone                              | Aston Martin Vantage AMR GT3 | 104 |
| 19          | GT   | 10 | Manthey                   | Antares Au Klaus Bachler Joel Sturm                                 | Porsche 911 GT3 R (992)      | 104 |
| 20          | GT   | 92 | Manthey EMA               | Ryan Hardwick Riccardo Pera Richard Lietz                           | Porsche 911 GT3 R (992)      | 104 |
| 21          | GT   | 96 | 2 Seas Motorsport         | Anthony McIntosh Parker Thompson Ben Barnicoat                      | Mercedes-AMG GT3 EVO         | 104 |
| 22          | GT   | 2  | Climax Racing             | Zhou Bihuang Elias Seppänen Ralf Aron                               | Mercedes-AMG GT3 EVO         | 104 |
| 23          | GT   | 87 | Origine Motorsport        | Yuan Bo Leo Ye Hongli Laurin Heinrich                               | Porsche 911 GT3 R (992)      | 104 |
| 24          | GT   | 12 | Car Collection            | Bashar Mardini James Kell Nico Menzel                               | Porsche 911 GT3 R (992)      | 104 |
| 25          | GT   | 74 | Kessel Racing             | Dustin Blattner Ben Tuck Dennis Marschall                           | Ferrari 296 GT3              | 104 |
| 26          | GT   | 57 | Car Guy                   | Takeshi Kimura Casper Stevenson Daniel Serra                        | Ferrari 296 GT3              | 104 |
| 27          | GT   | 51 | AF Corse                  | Custodio Toledo Cédric Sbirrazzuoli Riccardo Agostini               | Ferrari 296 GT3              | 104 |
| 28          | GT   | 14 | Climax Racing             | Lü Wei Ling Kang Lucas Auer                                         | Mercedes-AMG GT3 EVO         | 104 |
| 29          | GT   | 19 | Blackthorn                | Jonny Adam Charles Bateman Reema Juffali                            | Aston Martin Vantage AMR GT3 | 104 |
| 30          | GT   | 60 | Proton Competition        | Claudio Schiavoni Matteo Cressoni Alessio Picariello                | Porsche 911 GT3 R (992)      | 104 |
| 31          | GT   | 9  | GetSpeed                  | Anthony Bartone Steve Jans Fabian Schiller                          | Mercedes-AMG GT3 EVO         | 104 |
| 32          | GT   | 88 | Dragon Racing             | Giacomo Altoè Nicola Marinangeli Marco Pulcini                      | Ferrari 296 GT3              | 104 |
| 33          | GT   | 16 | Winward Racing            | Maro Engel ---- Viktor Shaytar ---- Sergey Stolyarov                | Mercedes-AMG GT3 EVO         | 104 |
| 34          | GT   | 28 | AF Corse                  | Massimiliano Wiser Manuel Franco Davide Rigon                       | Ferrari 296 GT3              | 103 |
| 35          | GT   | 79 | Tsunami RT                | Johannes Zelger Fabio Babini Daniel Gaunt                           | Porsche 911 GT3 R (992)      | 103 |
| 36          | GT   | 23 | Absolute Racing           | Carl Wattana Bennett Gregory Bennett Chris van der Drift            | Ferrari 296 GT3              | 103 |
| 37          | GT   | 46 | QMMF by Herberth          | Ibrahim Al-Abdulghan Abdulla Ali Al-Khelaifi Ghanim Ali Al Maadheed | Porsche 911 GT3 R (992)      | 100 |
| 38          | GT   | 85 | Iron Dames                | Célia Martin Sarah Bovy Michelle Gatting                            | Porsche 911 GT3 R (992)      | 100 |
| Ausgefallen |      |    |                           |                                                                     |                              |     |
| 39          | LMP2 | 11 | Proton Competition        | Alexander Mattschull Jonas Ried Mathias Beche                       | Oreca 07                     | 89  |
| 40          | LMP3 | 35 | Ultimate                  | Leonardo Colavita Matteo Quintarelli Louis Stern                    | Ligier JS P320               | 61  |
| 41          | GT   | 42 | Prime Speed Sport         | René Heremana Malmezac Nick Foster Jono Lester                      | Lamborghini Huracán GT3 EVO2 | 46  |
| 42          | GT   | 77 | Optimum Motorsport        | Morgan Tillbrook Tom Ikin Marvin Kirchhöfer                         | McLaren 720S GT3             | 11  |
| 43          | GT   | 27 | Optimum Motorsport        | Andrew Gilbert Fran Rueda Benjamin Goethe                           | McLaren 720S GT3             | 7   |

### Nur in der Meldeliste
Hier finden sich Teams, Fahrer und Fahrzeuge, die ursprünglich für das Rennen gemeldet waren, aber aus den unterschiedlichsten Gründen daran nicht teilnahmen.
| Pos. | Klasse | Nr. | Team          | Fahrer                                    | Chassis         |
| ---- | ------ | --- | ------------- | ----------------------------------------- | --------------- |
| 44   | GT     | 8   | Dragon Racing | Todd Coleman Loracan Hanafin Aaron Telitz | Ferrari 296 GT3 |

### Klassensieger
| Klasse | Fahrer           | Fahrer         | Fahrer         | Fahrzeug                | Platzierung im Gesamtklassement |
| ------ | ---------------- | -------------- | -------------- | ----------------------- | ------------------------------- |
| LMP2   | Kriton Lendoudis | Olli Caldwell  | Alex Quinn     | Oreca 07                | Gesamtsieg                      |
| LMP3   | Nick Adcock      | Ian Aguilera   | Chris Short    | Ligier JS P320          | Rang 10                         |
| GT     | Ralf Bohn        | Alfred Renauer | Robert Renauer | Porsche 911 GT3 R (992) | Rang 16                         |

### Renndaten
- Gemeldet: 44
- Gestartet: 43
- Gewertet: 38
- Rennklassen: 3
- Zuschauer: unbekannt
- Wetter am Renntag: trocken und warm
- Streckenlänge: 5,377 km
- Fahrzeit des Siegerteams: 4:01:18.395 Stunden
- Gesamtrunden des Siegerteams: 110
- Gesamtdistanz des Siegerteams: 591,470 km
- Siegerschnitt: unbekannt
- Pole Position: Giorgio Roda – Oreca 07 (#22) – 1:48,049
- Schnellste Rennrunde: Tristan Vautier – Oreca 07 (#30) – 1:47,635
- Rennserie: 4. Lauf zur Asian Le Mans Series 2025